# El juego más divertido
El juego más divertido es una película española de comedia estrenada el 22 de enero de 1988, dirigida por Emilio Martínez-Lázaro y protagonizada en los papeles principales por Victoria Abril, Antonio Valero, Maribel Verdú, Antonio Resines y Santiago Ramos.

## Sinopsis
Dos populares actores de televisión, Ada y Bruno, se encuentran rodando Hotel de Fez, una teleserie de gran audiencia y éxito popular que trastoca un tanto las vidas de sus dos protagonistas. Ambos van a vivir un romance muy particular detrás de la pequeña pantalla, ya que no habrá manera de poder consumarlo. Tomás, el productor de la serie, Dionisio y Betty se ven envueltos en la historia, que se va complicando cada vez más con la aparición de dos extraños personajes, Longinos y Retama. La historia va tomando forma a través de la serie de televisión, en una mezcla de la ficción y realidad hasta llegar a formar un tremendo e imprevisible enredo.

## Reparto
- Victoria Abril como Ada / Sara.
- Antonio Valero como Bruno / Mario.
- Maribel Verdú como	Betty.
- Antonio Resines como Tomás.
- Santiago Ramos como Dionisio.
- Miguel Rellán como	Longinos Vázquez.
- Ricard Borràs como José Retama.
- El Gran Wyoming como Ricardo Almonte.
- Manuel de Blas como Luciano Milán.
- Nancho Novo como Roberto Moreno.
- Juan de Pablos como Quintanilla.
- Diana Peñalver como Mariví.
- Manuel Zarzo como Barman Bar Americano.